# Kanton Vatan
Kanton Vatan (francouzsky Canton de Vatan) je francouzský kanton v departementu Indre v regionu Centre-Val de Loire. Tvoří ho 14 obcí.

## Obce kantonu
- Aize
- Buxeuil
- La Chapelle-Saint-Laurian
- Fontenay
- Giroux
- Guilly
- Liniez
- Luçay-le-Libre
- Ménétréols-sous-Vatan
- Meunet-sur-Vatan
- Reboursin
- Saint-Florentin
- Saint-Pierre-de-Jards
- Vatan